# 芳法罗
《芳法罗》（La Fanfarlo）是法国诗人夏尔·波德莱尔的一部中篇小说，于1847年1月出版，虚构了作家与舞蹈家珍妮·杜瓦尔之间的恋情。
爱尔兰文学评论家埃尼德·斯塔基以关于法国诗人的传记作品而闻名，这样说到《芳法罗》：
这部作品标志着波德莱尔长时间以来的能量爆发，他对工作的热情刚开始就突然消退。1847年1月出版后，他的产出放慢了速度，陷入嗜睡、懒惰和工作能力不足的情绪中，这在他一生中经常发生，尤其是在一次创造性的活动之后。——Enid Starkie，in Baudelaire in Chains by Frank Hilton, p. 100.